# Албания на «Евровидении-2025»
Албания участвовала на конкурсе песни «Евровидении-2025» песней «Zjerm» («Огонь»), написанной Беатриче Джерджи и Леке Гьелоши и исполненной дуэтом под названием Shkodra Elektronike. Албанская телекомпания-участница, Radio Televizioni Shqiptar (RTSH), отобрала свою заявку на участие в традиционном национальном отборочном конкурсе Festivali i Këngës.

## Предыстория
До конкурса 2025 года Radio Televizioni Shqiptar (RTSH) участвовало в конкурсе песни "Евровидение", представляя Албанию, 20 раз с момента своего первого участия в конкурсе в 2004 году. На данный момент её самым высоким результатом в конкурсе было пятое место, которое было достигнуто в 2012 году с песней "Suus" в исполнении Роны Нишлиу. Впервые участвуя в конкурсе в 2004 году, группа заняла второе место с песней "The Image of You" в исполнении Аньжезы Шахини, заняв седьмое место. За время своего участия в конкурсе она восемь раз не смогла пройти в финал. В 2024 году она не смогла пройти в финал, заняв в итоге пятнадцатое место в полуфинале с песней "Titan" в исполнении Бесы.
В рамках своих обязанностей в качестве вещателя-участника RTSH транслирует мероприятие в стране и организует ежегодный музыкальный конкурс Festivali i Këngës, который неизменно используется в качестве формата национального отбора с момента его дебюта в 2004 году. 30 сентября 2024 года RTSH подтвердил свое намерение принять участие в конкурсе 2025 года и сообщил, что Festivali i Kёngёs  выберет его участников.

## Перед конкурсом песни Евровидение

### Festivali i Kёngёs 63
Представитель Албании на конкурсе песни "Евровидение-2025" был выбран в ходе 63-го фестиваля Festivali i Këngës, ежегодного музыкального конкурса в Албании, организованного RTSH во Дворце конгрессов в Тиране. Мероприятие проходило с 19 по 22 декабря 2024 года и было организовано Энкелем Деми и Орнелой Брегу. На фестивале была представлена одна категория, в которой также отбиралась заявка Албании на участие в "Евровидении". Телекомпания открыла период подачи заявок для заинтересованных артистов и композиторов 27 сентября 2024 года, который продлится до 29 сентября 2024 года, и в итоге отобрали 30 конкурсантов. После объявления конкурсных работ Олси Билыку снял свою кандидатуру, но Клеа Дина была назначена его заменой. Жюри выбрало 15 финалистов, а окончательный результат был определен на основе комбинации голосов профессионального жюри, голосов из-за рубежа, поданных через онлайн-платформу (под названием "голоса диаспоры") и SMS-голосования в Албании и Косова.

#### Финал
Гранд-финал фестиваля состоялся 22 декабря 2024 года. Группа Shkodra Elektronike с песней "Zjerm" стала победителем и, таким образом, была выбрана представителем Албании на конкурсе песни "Евровидение-2025".
| Номер | Артист              | Песня              | Перевод                          | Жюри | Телеголосование | Телеголосование | Всего | Место |
| Номер | Артист              | Песня              | Перевод                          | Жюри | Онлайн          | SMS             | Всего | Место |
| ----- | ------------------- | ------------------ | -------------------------------- | ---- | --------------- | --------------- | ----- | ----- |
| 1     | Jet                 | "Gjallë"           | "Жить"                           | 10   | 0               | 1               | 11    | 9     |
| 2     | Kejsi Jazxhi        | "Kur bota hesht"   | "Когда мир погружен в тишину"    | 5    | 0               | 0               | 5     | 12    |
| 3     | Vesa Smolica        | "Lutem"            | "Пожалуйста"                     | 51   | 0               | 3               | 54    | 4     |
| 4     | Stine               | "E kishim nis"     | "У нас уже было столько"         | 0    | 0               | 0               | 0     | 15    |
| 5     | Djemtë e Detit      | "Larg"             | "Далеко"                         | 35   | 0               | 2               | 37    | 6     |
| 6     | Nita Latifi         | "Zemrës"           | "Сердце"                         | 1    | 0               | 0               | 1     | 14    |
| 7     | Gjergj Kaçinari     | "Larg jetës pa ty" | "Исчезни из моей жизни без тебя" | 11   | 0               | 0               | 11    | 9     |
| 8     | Orgesa Zaimi        | "I parë"           | "Я первая"                       | 20   | 0               | 1               | 21    | 8     |
| 9     | Ardit Çuni          | "Amane"            | "Амане"                          | 22   | 2               | 2               | 26    | 7     |
| 10    | Algert Sala         | "Bosh"             | "Пустой"                         | 7    | 0               | 0               | 7     | 11    |
| 11    | Shkodra Elektronike | "Zjerm"            | "Огонь"                          | 78   | 23              | 42              | 143   | 1     |
| 12    | Lorenc Hasrama      | "Frymë"            | "Дыхание"                        | 36   | 1               | 4               | 41    | 5     |
| 13    | Эльвана Гьята       | "Karnaval"         | "Карнавал"                       | 74   | 42              | 19              | 135   | 2     |
| 14    | Маль Реткоцери      | "Antihero"         | "Антигерой"                      | 4    | 1               | 0               | 5     | 12    |
| 15    | Alis Kallaçi        | "Mjegull"          | "Туман"                          | 52   | 1               | 6               | 59    | 3     |

## Евровидение 2025
Конкурс песни "Евровидение-2025" проходил в Санкт-Якобсхалле в Базеле, Швейцария, и состоял из двух полуфиналов, которые состоялись соответственно 13 и 15 мая, и финала, который состоялся 17 мая 2025 года. Все страны, за исключением принимающей страны и "Большой пятёрки" (Франция, Германия, Италия, Испания и Великобритания), должны были пройти отбор в одном из двух полуфиналов, чтобы принять участие в финале; десять лучших стран из каждого полуфинала проходили в финал. 28 января 2025 года была проведена жеребьёвка, чтобы определить, в каком из двух полуфиналов, а также в какой половине шоу выступит каждая страна; EBU распределил страны-участницы по разным группам на основе результатов голосования в предыдущих конкурсах, при этом страны с благоприятной историей голосования были распределены следующим образом: в ту же корзину. Выступление Албании было запланировано на вторую половину первого полуфинала. Затем продюсеры шоу определили порядок проведения полуфиналов; Албания должна была выступить под 12-м номером.
В Албании все шоу транслировались на телеканалах RTSH 1, RTSH Muzikë и Radio Tirana с комментариями Андри Джаху в прямом эфире из Тираны.

### Полуфинал
Албания выступала под 12-м номером после Сан-Марино и перед Нидерландами. В конце шоу было объявлено, что Албания прошла в финал. Позже стало известно, что Албания заняла второе место из пятнадцати стран-участниц в первом полуфинале, набрав 122 очка, что соответствует её самому высокому результату за всю историю участия в полуфинале, который ранее был достигнут в 2012 году. 

### Финал
После полуфинала Албания была выбрана для участия во второй половине финала. Позже продюсеры определили её на 26-м номером после Сан-Марино. 16 и 17 мая "Shkodra Elektronike" в очередной раз приняла участие в генеральных репетициях перед финалом, в том числе в финале жюри, где профессиональные члены жюри отдали свои окончательные голоса перед показом в прямом эфире 16 мая. Дуэт повторил свое выступление в полуфинале во время финала 17 мая. Албания заняла 8-е место в финале, набрав 218 баллов: 173 балла по результатам телеголосования и 45 баллов от жюри. Это стало самым большим количеством баллов, когда-либо набранных албанцами на конкурсе. 

### Голосование
Ниже приведена разбивка очков, набранных Албанией в первом полуфинале и финале. В ходе голосования во время трех шоу каждая страна набирала баллы от 1 до 8, 10 и 12 баллов: один балл присуждался профессиональным жюри, а другой — телезрителями в финальном голосовании, в то время как полуфинальное голосование было полностью основано на голосовании публики. В состав албанского жюри входили Альфред Качинари, Шпетим Сарачи, Иллет Аличка, Блерта Ристани и Микаэла Минга. В первом полуфинале Албания заняла 2-е место со 122 очками, получив максимум двенадцать баллов от остальных стран мира. В финале Албания заняла восьмое место с 218 баллами, получив максимум двенадцать баллов в голосовании жюри от Франции и двенадцать баллов в телевизионном голосовании от Греции и Черногории. Это стало самым большим количеством баллов, когда-либо набранных албанцами на конкурсе. В ходе конкурса Албания набрала свои 12 баллов за победу в первом полуфинале Кипру, а в финале — Франции (жюри) и Греции (телезрители).
RTSH назначила Андри Джаху своим представителем для объявления результатов голосования албанского жюри в финале, что стало тринадцатым подряд конкурсом, в котором Джаху выступал и в качестве комментатора, и в качестве представителя.

#### Голоса, данные Албании
| Счёт      | Телеголосование                                           |
| --------- | --------------------------------------------------------- |
| 12 баллов | Шаблон:EscRotW                                            |
| 10 баллов | - Хорватия - Италия - Польша - Швеция - Швейцария Украина |
| 8 баллов  | Португалия                                                |
| 7 баллов  | - Бельгия - Словения                                      |
| 6 points  | - Азербайджан - Испания                                   |
| 5 баллов  |                                                           |
| 4 балла   | - Нидерланды - Норвегия                                   |
| 3 балла   | Кипр                                                      |
| 2 балла   | - Эстония - Исландия                                      |
| 1 балл    | Сан-Марино                                                |

| Счёт      | Телеголосование                                            | Жюри                   |
| --------- | ---------------------------------------------------------- | ---------------------- |
| 12 баллов | - Греция - Черногория                                      | Франция                |
| 10 баллов | - Хорватия - Франция - Италия - Шаблон:EscRotW - Швейцария | Черногория             |
| 8 баллов  | - Германия - Сан-Марино - Словения                         |                        |
| 7 баллов  | - Азербайджан - Бельгия - Люксембург - Швеция              |                        |
| 6 баллов  | Австрия                                                    |                        |
| 5 баллов  | - Чехия - Великобритания                                   | Польша                 |
| 4 балла   | - Австралия - Финляндия - Мальта - Польша - Сербия         | - Кипр - Португалия    |
| 3 балла   | - Армения - Грузия - Испания                               | - Италия - Швеция      |
| 2 балла   | Португалия                                                 | Греция                 |
| 1 балл    |                                                            | - Нидерланды - Испания |

#### Голоса, данные Албанией
| Счёт      | Телеголосование |
| --------- | --------------- |
| 12 баллов | Кипр            |
| 10 баллов | Украина         |
| 8 баллов  | Эстония         |
| 7 баллов  | Нидерланды      |
| 6 баллов  | Швеция          |
| 5 баллов  | Исландия        |
| 4 балла   | Сан-Марино      |
| 3 балла   | Норвегия        |
| 2 балла   | Польша          |
| 1 балл    | Словения        |

| Счёт      | Телеголосование | Жюри       |
| --------- | --------------- | ---------- |
| 12 баллов | Греция          | Франция    |
| 10 баллов | Италия          | Испания    |
| 8 баллов  | Люксембург      | Швейцария  |
| 7 баллов  | Израиль         | Австрия    |
| 6 баллов  | Австрия         | Греция     |
| 5 баллов  | Эстония         | Израиль    |
| 4 балла   | Германия        | Швеция     |
| 3 балла   | Сан-Марино      | Нидерланды |
| 2 балла   | Швеция          | Сан-Марино |
| 1 балл    | Нидерланды      | Португалия |

#### Подробные результаты голосования
Каждая участвующая телекомпания формирует жюри из пяти человек, состоящее из профессионалов музыкальной индустрии, которые являются гражданами страны, которую они представляют. Каждое жюри и отдельный член жюри должны соответствовать строгому набору критериев, касающихся профессиональной подготовки, а также гендерного и возрастного разнообразия. Ни одному члену национального жюри не разрешалось быть каким-либо образом связанным с каким-либо из конкурирующих проектов таким образом, чтобы они не могли голосовать беспристрастно и независимо. Вскоре после финала были опубликованы индивидуальные рейтинги каждого члена жюри, а также результаты общенационального телевизионного голосования.
В состав албанского жюри вошли следующие члены:
- Альфред Качинари
- Шпетим Сарачи
- Ильет Аличка
- Блерта Ристами
- Микаэла Минга

| Номер | Страна      | Телеголосование | Телеголосование |
| Номер | Страна      | Ранг            | Баллы           |
| ----- | ----------- | --------------- | --------------- |
| 01    | Исландия    | 6               | 5               |
| 02    | Польша      | 9               | 2               |
| 03    | Словения    | 10              | 1               |
| 04    | Эстония     | 3               | 8               |
| 05    | Украина     | 2               | 10              |
| 06    | Швеция      | 5               | 6               |
| 07    | Португалия  | 12              |                 |
| 08    | Норвегия    | 8               | 3               |
| 09    | Бельгия     | 13              |                 |
| 10    | Азербайджан | 14              |                 |
| 11    | Сан-Марино  | 7               | 4               |
| 12    | Албания     |                 |                 |
| 13    | Нидерланды  | 4               | 7               |
| 14    | Хорватия    | 11              |                 |
| 15    | Кипр        | 1               | 12              |

| Номер | Страна         | Жюри    | Жюри    | Жюри    | Жюри    | Жюри    | Жюри | Жюри  | Телеголосование | Телеголосование |
| Номер | Страна         | Судья A | Судья B | Судья C | Судья D | Судья E | Ранг | Баллы | Ранг            | Баллы           |
| ----- | -------------- | ------- | ------- | ------- | ------- | ------- | ---- | ----- | --------------- | --------------- |
| 01    | Норвегия       | 24      | 15      | 13      | 20      | 21      | 20   |       | 12              |                 |
| 02    | Люксембург     | 6       | 8       | 20      | 22      | 16      | 16   |       | 3               | 8               |
| 03    | Эстония        | 11      | 14      | 23      | 18      | 25      | 18   |       | 6               | 5               |
| 04    | Израиль        | 2       | 3       | 8       | 8       | 12      | 6    | 5     | 4               | 7               |
| 05    | Литва          | 16      | 25      | 24      | 25      | 15      | 24   |       | 17              |                 |
| 06    | Испания        | 5       | 2       | 5       | 7       | 4       | 2    | 10    | 21              |                 |
| 07    | Украина        | 19      | 21      | 21      | 12      | 18      | 19   |       | 14              |                 |
| 08    | Великобритания | 21      | 9       | 12      | 5       | 17      | 15   |       | 25              |                 |
| 09    | Австрия        | 1       | 4       | 4       | 11      | 14      | 4    | 7     | 5               | 6               |
| 10    | Исландия       | 23      | 17      | 19      | 23      | 13      | 22   |       | 15              |                 |
| 11    | Латвия         | 20      | 19      | 14      | 17      | 1       | 11   |       | 19              |                 |
| 12    | Нидерланды     | 8       | 10      | 7       | 4       | 10      | 8    | 3     | 10              | 1               |
| 13    | Финляндия      | 18      | 24      | 22      | 24      | 11      | 21   |       | 13              |                 |
| 14    | Италия         | 13      | 16      | 10      | 9       | 5       | 13   |       | 2               | 10              |
| 15    | Польша         | 14      | 23      | 25      | 19      | 24      | 25   |       | 16              |                 |
| 16    | Германия       | 22      | 20      | 2       | 21      | 8       | 12   |       | 7               | 4               |
| 17    | Греция         | 3       | 5       | 9       | 3       | 9       | 5    | 6     | 1               | 12              |
| 18    | Армения        | 17      | 13      | 11      | 16      | 22      | 17   |       | 18              |                 |
| 19    | Швейцария      | 4       | 6       | 18      | 1       | 6       | 3    | 8     | 20              |                 |
| 20    | Мальта         | 25      | 22      | 16      | 15      | 23      | 23   |       | 22              |                 |
| 21    | Португалия     | 7       | 18      | 15      | 14      | 2       | 10   | 1     | 23              |                 |
| 22    | Дания          | 15      | 7       | 6       | 10      | 19      | 14   |       | 24              |                 |
| 23    | Швеция         | 10      | 12      | 1       | 13      | 7       | 7    | 4     | 9               | 2               |
| 24    | Франция        | 9       | 1       | 3       | 2       | 20      | 1    | 12    | 11              |                 |
| 25    | Сан-Марино     | 12      | 11      | 17      | 6       | 3       | 9    | 2     | 8               | 3               |
| 26    | Албания        |         |         |         |         |         |      |       |                 |                 |